# Зад кадър
„Зад кадър“ е български игрален филм (драма) от 2010 година на режисьора Светослав Овчаров, по сценарий на Светослав Овчаров и Христо Тотев. Оператор е Рали Ралчев. Музиката във филма е композирана от Божидар Петков. През 2010 година филмът печели две награди на 34 международен филмов фестивал в Кайро (Египет): Наградата за най-добър режисьор и наградата на критиката (ФИПРЕСИ). За пръв път български филм печели две официални награди на международен филмов фестивал категория „А“. През януари 2012 година филмът печели четири награди на фестивала Los Angeles Movie Awards: най-добър филм, най-добър филмов художник, най-добри филмови костюми и най-добра мъжка поддържаща роля (Красимир Доков).

## Актьорски състав
- Иван Бърнев
- Касиел Ноа Ашер
- Красимир Доков
- Гергана Плетньова
- Валентин Ганев
- Койна Русева
- Цветана Манева
- Стефан Мавродиев
- Иван Сашов
- Стоян Алексиев
- Пламен Масларов

## Сюжет
Действието в „Зад кадър“ се развива в края на седемдесетте години. Антон Кръстев (Иван Бърнев) е един от най-успешните кинооператори. Животът му обаче коренно се променя, когото детето му се разболява и се налага да бъде лекувано в Германия. Съпругата му (Касиел Ноа Ашер) напуска страната заедно с детето, а Антон остава, понасяйки не само раздялата, но и последствията от това решение.